# Мадзантини, Маргарет

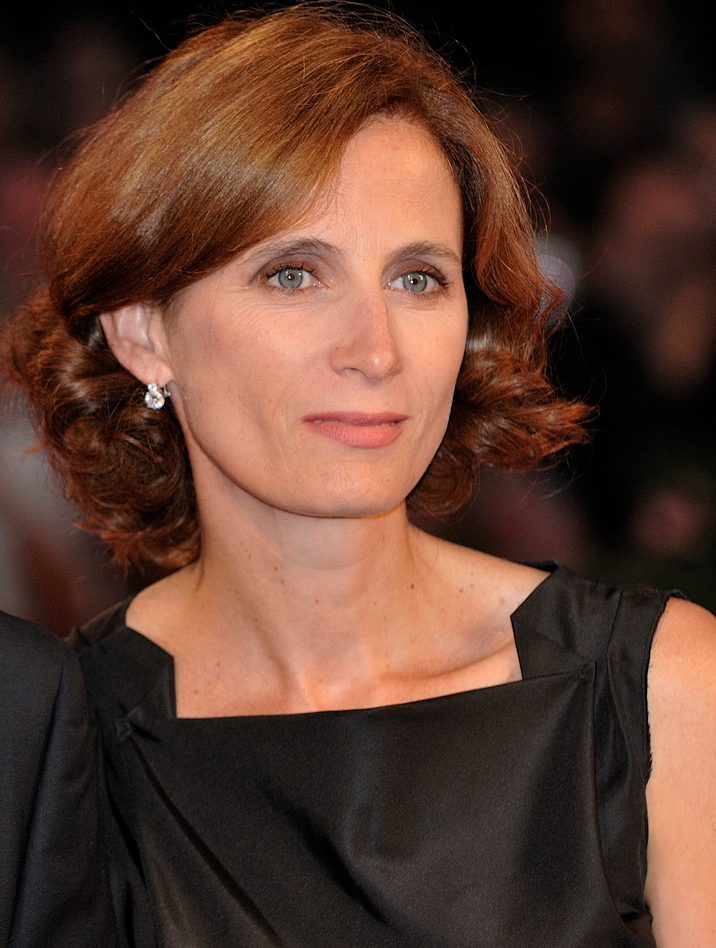
Маргарет Мадзантини в 2009 году на Венецианском кинофестивале

Маргарет Мадзантини (27 октября 1961, Дублин, Ирландия) — итальянская киноактриса и писательница.

## Биография
Дочь итальянского писателя Карло Мадзантини и ирландской художницы Энн Доннелли. Родилась в Дублине (Ирландия) 27 октября 1961 года. В 1982 окончила Национальную академию драматического искусства в Риме. Дебютировала в театре в постановке трагедии Гёте «Ифигения в Тавриде».
В 2001 году написала роман «Не уходи» (Non ti muovere), который стал во многих странах бестселлером и получил одну из самых престижных в Италии литературную Премию Стрега.
В 1987 году вышла замуж за итальянского режиссёра Серджо Кастеллитто.

## Награды и премии
- 2002 — Премия Стрега
- 2009 — Премия Кампьелло